# Allison Williams
Pour les articles homonymes, voir Williams.
Allison Williams, née le 13 avril 1988 à New Canaan, dans le Connecticut, est une actrice et chanteuse américaine.
Elle est révélée par le rôle de Marnie Michaels dans la série HBO Girls, entre 2012 et 2017. Par la suite, elle décroche le rôle de Kit Snicket dans la série Netflix Les Désastreuses Aventures des orphelins Baudelaire, qu'elle interprète entre 2018 et 2019.
Au cinéma, elle joue notamment les premiers rôles dans Get Out (2017) et  M3GAN (2023).

## Biographie

### Jeunesse et formation
Allison est née 13 avril 1988 à New Canaan dans le Connecticut. Elle est la fille de la productrice de télévision Jane Gillan Stoddard et du journaliste présentateur de la NBC Brian Williams.
Elle a étudié à l'université Yale et a obtenu son diplôme de master en littérature anglaise en 2010.

### Vie privée
Le 19 septembre 2015, elle épouse Ricky Van Veen, avec qui elle a été en couple pendant 4 ans, à Saratoga dans le Wyoming. Parmi les célébrités invitées, on compte les actrices principales de la série Girls, Lena Dunham, Jemima Kirke, Zosia Mamet, mais aussi Katy Perry, John Mayer, Mindy Kaling, B.J. Novak, Rita Wilson et Seth Meyers. C'est l'acteur Tom Hanks qui a officié le mariage.
En juin 2019, le couple annonce leur divorce. Depuis, elle est en couple avec l’acteur Alexander Dreymon, avec qui elle a tourné Horizon Line. Ils accueillent ensemble, à l’automne 2021, leur premier enfant, un fils, Arlo.

## Carrière

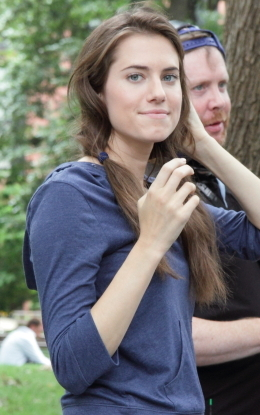
Allison Williams sur le tournage de Girls, juillet 2012.

En 2011, elle incarne Kate Middleton dans la mini-série Will & Kate: Before Happily Ever After au côté d'Oliver Jackson-Cohen qui joue William de Cambridge. La même année, elle apparaît également dans un épisode de la saison 3 de The League et dans quelques épisodes de la série comique, inédite en France, Jake & Amir.

Mais c'est finalement grâce à ses reprises de chansons connues dans la web-série College Musical sur YouTube qu'elle se fait remarquer par Judd Apatow. Le cinéaste lui propose alors de signer pour l'un des personnages principaux de la série à succès Girls créée par Lena Dunham et diffusée sur HBO, dont il est producteur. 

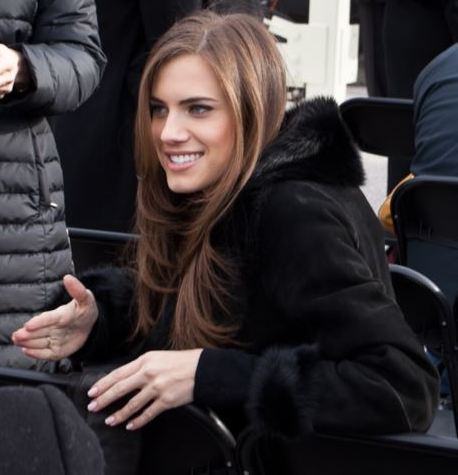
En janvier 2013, lors de l'Inauguration Day.

C'est ainsi qu'en 2012, elle se fait connaître grâce à son rôle de Marnie Michaels, la colocataire paumée d'Hannah, incarnée par Dunham. C'est une série qui suit la vie d'un groupe d'amies ayant la vingtaine et qui vivent à New York. Les principaux aspects du personnage principal ont été inspirés par certaines expériences de Lena Dunham. Lors des Golden Globes de 2013, Girls est récompensé comme meilleure série télévisée musicale ou comique.
En 2014, Allison Williams est classée 77e sur 100 au classement des femmes les plus sexy selon le magazine masculin Maxim. La même année, elle est saluée par les critiques pour son interprétation de Peter Pan dans l'émission spéciale musicale Peter Pan Live! (en) diffusée par NBC. Une production Universal Pictures, dans laquelle elle donne la réplique à Christopher Walken et Minnie Driver, nommée lors de prestigieuses cérémonies de remises de prix comme les Art Directors Guild et les Primetime Emmy Awards.
En 2015, elle est pressentie pour incarner Susan Storm / La Femme invisible dans le blockbuster Les Quatre Fantastiques mais le rôle est finalement attribué à Kate Mara.
En 2017, remarquée par Jordan Peele grâce à Girls, elle obtient le premier rôle féminin dans le film d'horreur à petit budget Get Out, partageant la vedette aux côtés de l'acteur britannique Daniel Kaluuya. Cette production est un immense succès et un phénomène aux États-Unis, puis, en quelques semaines, devient l'un des films d'horreurs les plus rentables outre-Atlantique.
Entre 2018 et 2019, elle incarne le personnage de Kit Snicket dans la série Les Désastreuses Aventures des orphelins Baudelaire de Netflix.
L'actrice poursuit ensuite sa collaboration avec la plateforme qui la met en vedette pour le thriller psychologique The Perfection dans lequel l'actrice partage l'affiche aux côtés de Logan Browning ,. Cette production est globalement saluée par les critiques qui soulignent notamment l'alchimie des deux têtes d'affiche,,.
En 2023, elle joue l'un des principaux rôles du film d'horreur M3GAN.

## Filmographie

### Actrice

#### Cinéma
- 2014 : College Musical de Kurt Hugo Schneider : Bianca
- 2017 : Get Out de Jordan Peele : Rose Armitage
- 2018 : The Perfection de Richard Shepard : Charlotte
- 2020 : Horizon Line de Mikael Marcimain : Sara
- 2023 : M3GAN de Gerard Johnstone : Gemma (également productrice déléguée)
- 2025 : M3GAN 2.0 de Gerard Johnstone : Gemma (également productrice)
- 2025 : Regretting You de Josh Boone : Morgan Grant

#### Court métrage
- 2016 : Past Forward de David O. Russell : Femme 1

#### Télévision

##### Séries télévisées
- 2004 : Mes plus belles années (American Dreams), 2 épisodes : Deborah
- 2011 : The League, 1 épisode : Danielle
- 2011 : Will & Kate: Before Happily Ever After (mini-série) : Catherine « Kate » Middleton
- 2011 - 2012 : Jake and Amir (en), 2 épisodes : Chery
- 2012 - 2017 : Girls : Marnie Michaels (réalisatrice de 1 épisode)
- 2013 : The Mindy Project, 3 épisodes : Jillian
- 2015 : Les Simpson (The Simpsons), saison 27, épisode Le Rêve de tout homme : l'amie de Candace (voix)
- 2018 : Patrick Melrose (mini-série), épisode 1 : Marianne Banks
- 2018 - 2019 : Les Désastreuses Aventures des orphelins Baudelaire (Lemony Snicket's A Series of Unfortunate Events) : Kit Snicket
- 2023 : Fellow Travelers (mini-série) : Lucy Smith

##### Autre
- 2014 : Peter Pan Live! (en) (émission spéciale) de Rob Ashford (en) et Glenn Weiss : Peter Pan

### Productrice
- 2015 : Girls, 1 épisode
- 2023 : M3GAN de Gerard Johnstone (productrice déléguée)
- 2025 : Regretting You de Josh Boone
- 2025 : M3GAN 2.0 de Gerard Johnstone
- 2026 : SOULM8TE de Kate Dolan (productrice déléguée)

### Scénariste
- 2011 : Will & Kate: Before Happily Ever After (mini-série)

## Distinctions
Sauf indication contraire ou complémentaire, les informations mentionnées dans cette section proviennent de la base de données IMDb.

### Nominations
- Critics' Choice Television Awards 2016 : meilleure actrice dans un second rôle dans une série télévisée comique pour Girls
- Guild of Music Supervisors Awards 2016 : meilleure musique pour une série télévisée dans Girls[12]
- Fright Meter Awards 2017 : meilleure actrice dans un second rôle dans une série télévisée comique pour Girls
- MTV Movie & TV Awards 2017 : meilleur méchant pour Get Out
- North Texas Film Critics Association 2017 : meilleure actrice dans un second rôle pour Get Out
- Gold Derby Awards 2018 : meilleure distribution pour Get Out
- 24e cérémonie des Screen Actors Guild Awards 2018 : meilleure distribution pour Get Out